# Tramway de Batna
Le tramway de Batna est un système de transport en commun actuellement en projet à Batna. Une ligne est prévue d'une longueur de 14 km et comportant 24 stations.

## Histoire
Systra a remporté l'appel d'offres de conception. Les travaux devaient débuter en 2014 et durer 40 mois environ, le coût est estimé à 1,2 milliard de dinars algériens soit 12 millions d'euros. En mai 2020, le projet de tramway est gelé , il doit  reprendre dès que la situation économique le permettra.

## Caractéristiques

### Tracé
La première ligne devrait partir de Bouzourane avant de passer par le centre ville et la cité administrative, elle continuera plus au sud en passant par le palais de justice ainsi que l'université puis la gare routière et la gare SNTF de Hamla avant de traverser le pôle urbain Hamla où se trouvera le centre de maintenance. 